# Kyynäräjärvi (sjö i Tammela, Egentliga Tavastland)
Kyynäräjärvi är en sjö i kommunen Tammela i landskapet Egentliga Tavastland i Finland. Sjön ligger 124,2 meter över havet. Arean är 67 hektar och strandlinjen är 7,17 kilometer lång. Sjön  ingår i Kumo älvs huvudavrinningsområde.   Den ligger omkring 38 km väster om Tavastehus och omkring 100 km nordväst om Helsingfors. 